# Campeonato Mundial de Xadrez de 2012
O match pelo Campeonato Mundial de Xadrez de 2012 foi uma competição promovida pela FIDE, em Moscou, entre 10 a 30 de maio de 2012. O campeão mundial Viswanathan Anand enfrentou o desafiante Boris Gelfand, vencedor do Torneio de Candidatos. Anand venceu por 8,5 pontos contra 7,5.

## Torneio de Candidatos
O Torneio de Candidatos ocorreu na cidade russa de Kazan, em abril de 2011. Originalmente, o local escolhido para o torneio seria Baku, mas o armeno Levon Aronian anunciou que não iria jogar no Azerbaijão e que suas partidas deveriam ser realizadas em outro país. O local então foi mudado para Kazan. O jogador indicado pelo Azerbaijão, Shakhriyar Mamedyarov, permaneceu no torneio. Em novembro de 2010. Magnus Carlsen, número 1 do ranking da FIDE, desistiu de participar do torneio por não concordar com o formato da competição. Os participantes do torneio de candidatos foram Veselin Topalov, Vladimir Kramnik, Levon Aronian, Boris Gelfand, Shakhriyar Mamedyarov, Teimour Radjabov e Gata Kamsky, classificados por rating e por etapas do Grand Prix e Copa do Mundo da FIDE. Boris Gelfand foi o vencedor, ganhando o direito de desafiar Anand pelo título mundial.
|  | Quartas de final (melhor de 4) | Quartas de final (melhor de 4) | Quartas de final (melhor de 4) |                    |                    | Semifinais (melhor de 4) | Semifinais (melhor de 4) | Semifinais (melhor de 4) |  |  | Final (melhor de 6) | Final (melhor de 6) | Final (melhor de 6) |  |
|  |                                |                                |                                |                    |                    |                          |                          |                          |  |  |                     |                     |                     |  |
|  | 1                              | Veselin Topalov                | 1½                             |                    |                    |                          |                          |                          |  |  |                     |                     |                     |  |
|  | 1                              | Veselin Topalov                | 1½                             |                    |                    |                          |                          |                          |  |  |                     |                     |                     |  |
|  | 8                              | Gata Kamsky                    | 2½                             |                    |                    |                          |                          |                          |  |  |                     |                     |                     |  |
|  | 8                              | Gata Kamsky                    | 2½                             |                    | Gata Kamsky        | Gata Kamsky              | 2 (2)                    |                          |  |  |                     |                     |                     |  |
|  |                                |                                |                                |                    | Gata Kamsky        | Gata Kamsky              | 2 (2)                    |                          |  |  |                     |                     |                     |  |
|  |                                |                                | Boris Gelfand                  | Boris Gelfand      | 2 (4)              |                          |                          |                          |  |  |                     |                     |                     |  |
|  | 4                              | Shakhriyar Mamedyarov          | Boris Gelfand                  | Boris Gelfand      | 2 (4)              | 1½                       |                          |                          |  |  |                     |                     |                     |  |
|  | 4                              | Shakhriyar Mamedyarov          |                                |                    |                    |                          |                          |                          |  |  |                     |                     |                     |  |
|  | 5                              | Boris Gelfand                  | 2½                             |                    |                    |                          |                          |                          |  |  |                     |                     |                     |  |
|  | 5                              | Boris Gelfand                  | 2½                             |                    | Boris Gelfand      | Boris Gelfand            | 3½                       |                          |  |  |                     |                     |                     |  |
|  |                                |                                |                                |                    |                    |                          |                          |                          |  |  |                     |                     |                     |  |
|  |                                |                                | Alexander Grischuk             | Alexander Grischuk | 2½                 |                          |                          |                          |  |  |                     |                     |                     |  |
|  | 2                              | Levon Aronian                  | Alexander Grischuk             | Alexander Grischuk | 2½                 | 2 (1½)                   |                          |                          |  |  |                     |                     |                     |  |
|  | 2                              | Levon Aronian                  |                                |                    |                    |                          |                          |                          |  |  |                     |                     |                     |  |
|  | 7                              | Alexander Grischuk             | 2 (2½)                         |                    |                    |                          |                          |                          |  |  |                     |                     |                     |  |
|  | 7                              | Alexander Grischuk             | 2 (2½)                         |                    | Alexander Grischuk | Alexander Grischuk       | 2 (3½)                   |                          |  |  |                     |                     |                     |  |
|  |                                |                                |                                |                    | Alexander Grischuk | Alexander Grischuk       | 2 (3½)                   |                          |  |  |                     |                     |                     |  |
|  |                                |                                | Vladimir Kramnik               | Vladimir Kramnik   | 2 (2½)             |                          |                          |                          |  |  |                     |                     |                     |  |
|  | 3                              | Teimour Radjabov               | Vladimir Kramnik               | Vladimir Kramnik   | 2 (2½)             | 2 (3½)                   |                          |                          |  |  |                     |                     |                     |  |
|  | 3                              | Teimour Radjabov               |                                |                    |                    |                          |                          |                          |  |  |                     |                     |                     |  |
|  | 6                              | Vladimir Kramnik               | 2 (4½)                         |                    |                    |                          |                          |                          |  |  |                     |                     |                     |  |

Entre parênteses os resultados dos desempates, que consistiram em partidas rápidas de 25 minutos, e de partidas Blitz e armageddon se necessário.

## Match pelo título
O confronto foi jogado em uma melhor de 12 partidas. Com o empate em 6 a 6, mais uma série melhor de 4 partidas rápidas (25 minutos mais 10 segundos de incremento por lance) foram jogadas.
| Jogador           | Rating | 1 | 2 | 3 | 4 | 5 | 6 | 7 | 8 | 9 | 10 | 11 | 12 | Total | 13 | 14 | 15 | 16 | Total |
| ----------------- | ------ | - | - | - | - | - | - | - | - | - | -- | -- | -- | ----- | -- | -- | -- | -- | ----- |
| Viswanathan Anand | 2783   | ½ | ½ | ½ | ½ | ½ | ½ | 0 | 1 | ½ | ½  | ½  | ½  | 6     | ½  | 1  | ½  | ½  | 8½    |
| Boris Gelfand     | 2727   | ½ | ½ | ½ | ½ | ½ | ½ | 1 | 0 | ½ | ½  | ½  | ½  | 6     | ½  | 0  | ½  | ½  | 7½    |